# Батунная
Батунная — населённый пункт (тип: станция) в Заринском районе Алтайского края России. Входит в состав Шпагинского сельсовета.

## География
Расположен в северо-восточной части края, при станции Батунная.
Климат
континентальный. Средняя температура января −17,7 °C, июля +19,2 °C. Годовое количество атмосферных осадков — 450 мм.

## История
Посёлок входит в муниципальное образование «Шпагинский сельсовет» согласно муниципальной и административно-территориальной реформе 2007 года.

## Население
| 1997 | 1998 | 1999 | 2000 | 2001 | 2002 | 2003 | 2004 | 2005 |
| ---- | ---- | ---- | ---- | ---- | ---- | ---- | ---- | ---- |
| 105  | ↗115 | ↗304 | ↘112 | ↘106 | ↘102 | ↗124 | ↘118 | ↗126 |
| 2006 | 2007 | 2008 | 2009 | 2010 | 2011 | 2012 | 2013 |      |
| ↗131 | ↘124 | →124 | ↗139 | ↘127 | ↗128 | ↘97  | ↘84  |      |

национальный состав
Согласно результатам переписи 2002 года, в национальной структуре населения русские составляли 88 % от 131 жителей.

## Инфраструктура
Батунская основная общеобразовательная школа
Фельдшерско-акушерский пункт
Путевое хозяйство Западно-Сибирской железной дороги.

## Транспорт
Станция доступна автомобильным и железнодорожным транспортом.
Станция Батунная связывает пристанционный посёлок с Барнаулом, Заринском и Новокузнецком.
Посёлок при станции доступен по дороге общего пользования межмуниципального значения «подъезд к ст. Батунной» (идентификационный номер 01 ОП РЗ 01Н-1302) протяженностью 7,038 км.